# Konrad Fiedler

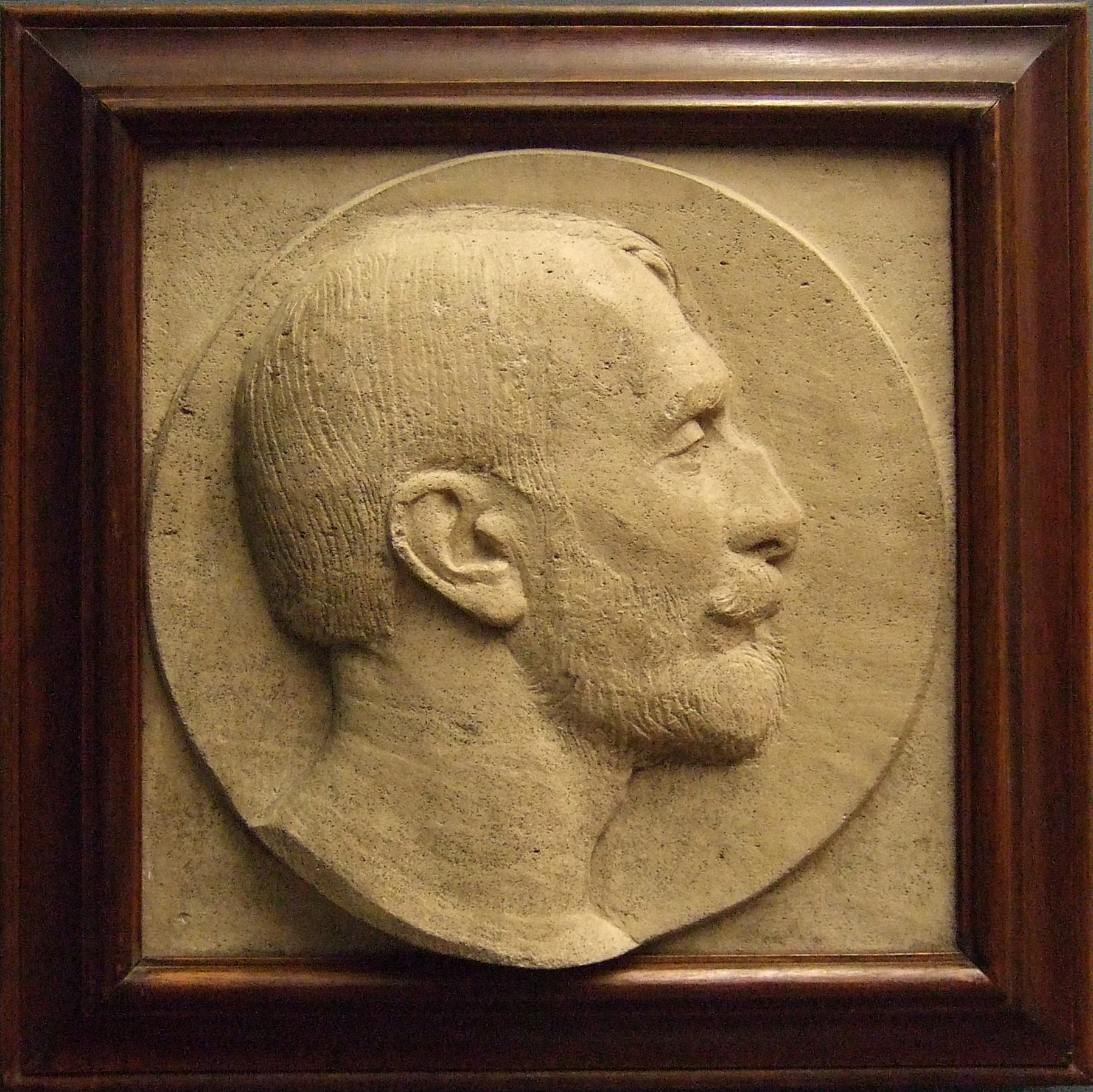
Portrészobra Hildebrand által (1874/75)

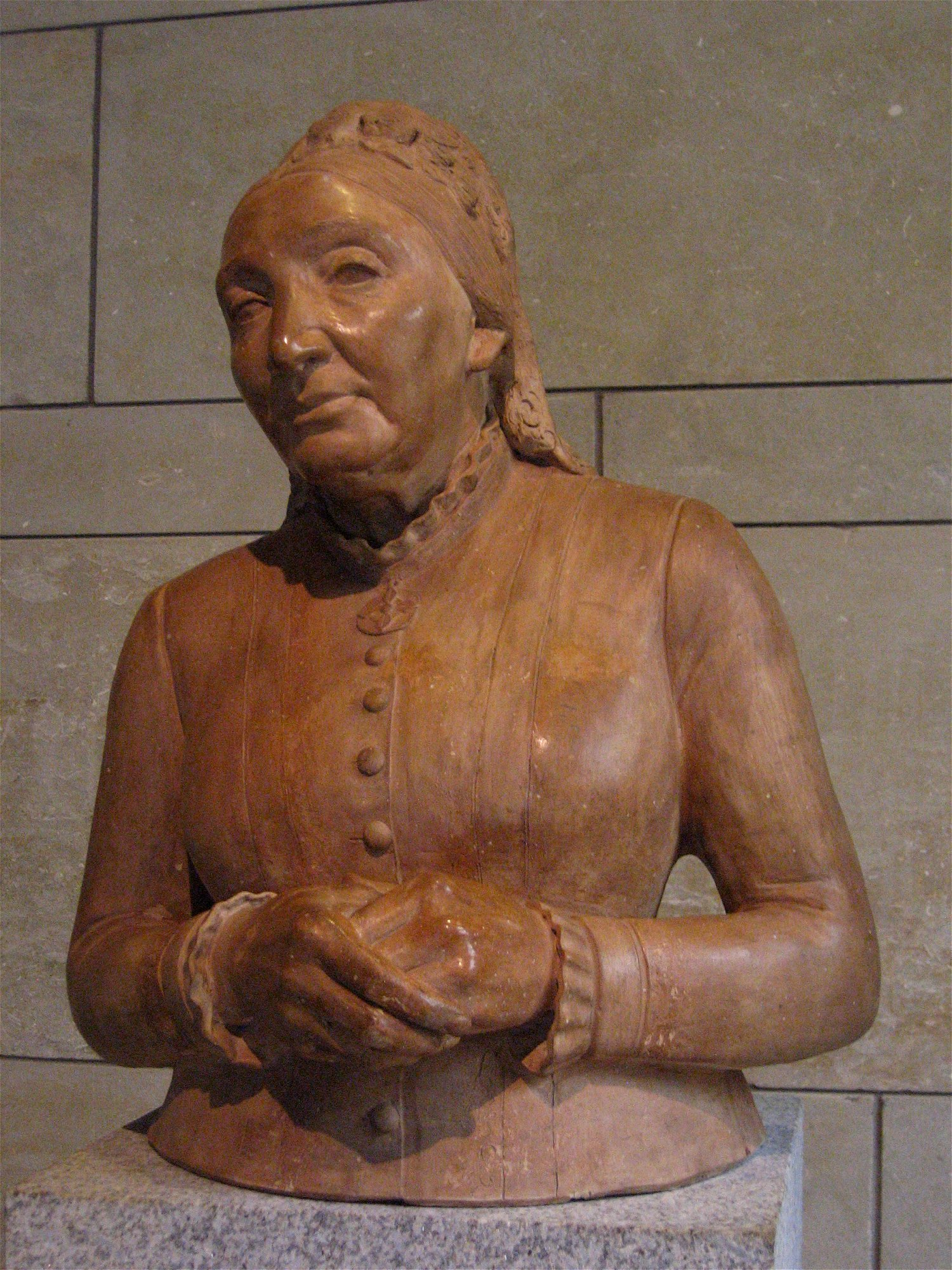
Fiedler feleségének portrészobra Hildebrand által (1882)

Konrad Fiedler (Öderan, 1841. szeptember 23. – München, 1895. június 3.), német művészetfilozófus, esztéta, kritikus és művészettörténész. Az autonóm látványszerűség esztétikai követelményének elméleti kidolgozója.

## Életpályája
1861-1865 közt jogi tanulmányokat folytatott Lausanne, Heidelberg, Berlin, Lipcse egyetemein és jogi doktorátust tett. Ügyvédi irodába ment dolgozni, de csak rövid ideig maradt ott, idejét a művészetek tanulmányozásának szentelte. Beutazta Európát és a Közel-Keletet. Művészetkritikákat írt és műtárgyakat gyűjtött. Rómában összebarátkozott Hans von Marées német festővel és Adolf von Hildebrand német szobrásszal. Firenzében, majd Münchenben telepedtek le. Hármójuk barátsága egyben jó vállalkozás is volt, hiszen a festő és a szobrász együtt kaptak megrendeléseket, Fiedler pedig elemezte az ő munkásságukat, s ezáltal jó hírüket keltette, még több megbízás érkezett. 1876-ban megnősült Fiedler, lányuk művészettörténész lett, Julius Meyer néven.
Halálának körülményei tisztázatlanok, talán baleset érte, leszakadt alatta az erkély, s a zuhanástól életét vesztette.

## Munkássága
Leszámolt a pozitivizmussal és a késő romantikus elméletekkel, Herbart formalista esztétikája felé fejlesztette Lessing és Kant elveit kialakítva ezzel az autonóm látványszerűség esztétikai követelményét és elméletét. Elmélete lényegében Hildebrand és Marées művészetét és esztétikai nézeteit elemezte és rendszerezte nagy hatást gyakorolva ezzel az utána következő művészeti írókra, művészetkritikusokra, művészettörténészekre és művészekre, köztük Paul Klee, Vaszilij Kandinszkij.
Életében megjelent tanulmányait posztumusz gyűjtötték össze három kötetben Schriften über die Kunst (Írások a művészetről) címen, 1896-ban Lipcsében adták ki először, majd újra 1913-14-ben Münchenben. Levelezéséből kiadták 1927-ben Adolf von Hildenbranddal váltott leveleit. Később, 1953-ban Hans von Maéres-ről írt nekrológszerű emlékkönyvét tették közzé Drezdában. Különböző nyelveken napjainkig válogatásokat jelentetnek meg hazájában és más országokban művészeti, művészettörténeti írásaiból.

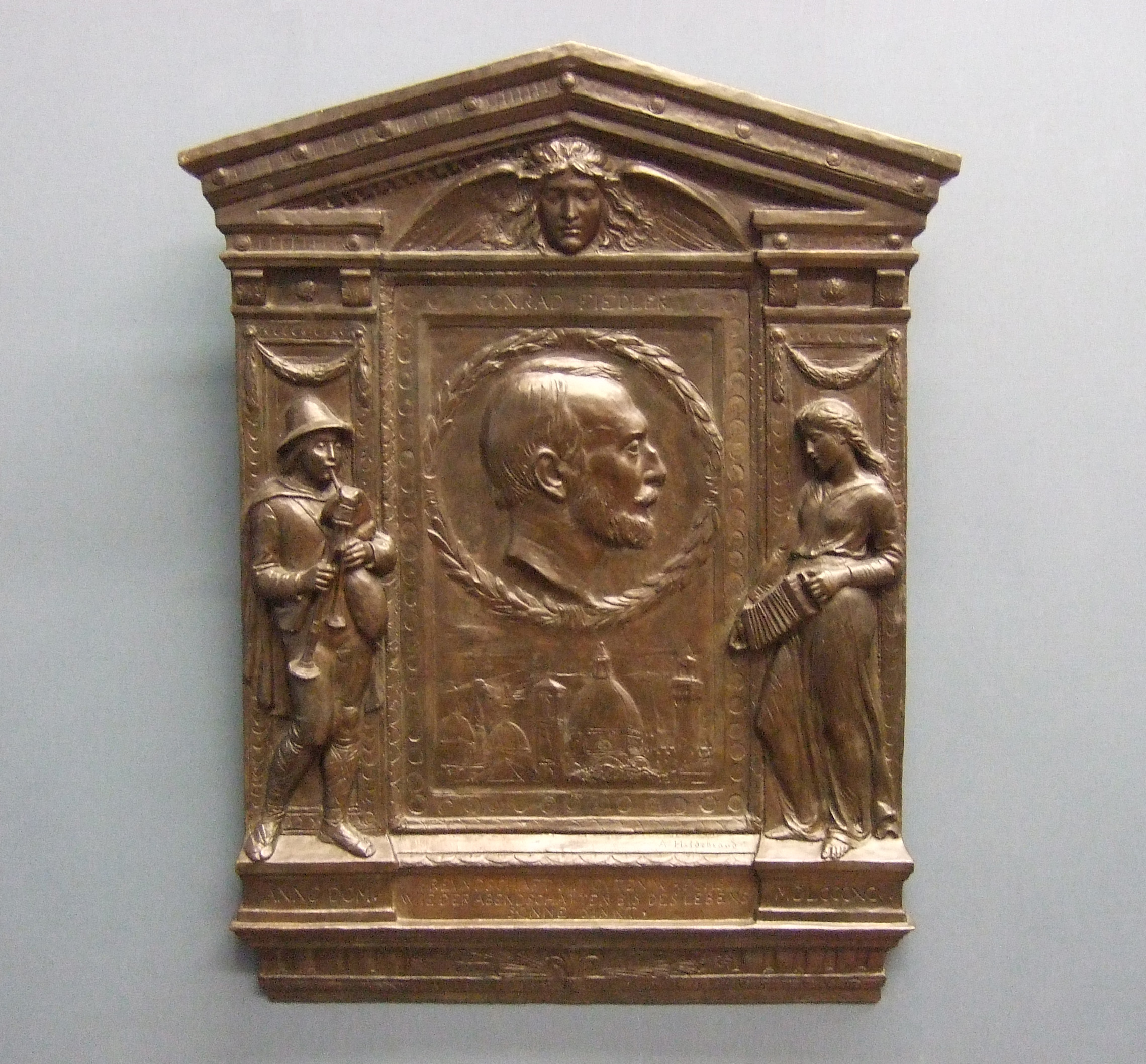
Emlékplakett Konrad Fiedlernek Hildebrand által (1895/96)

## Kötetei (válogatás)
- Konrad Fiedlers schriften über Kunst / herausgegeben von Hermann Konnerth. München : R. Piper, 1913-14

1. vol. Über die Beurteilung von Werken der bildenden Kunst
2. Über Kunstinteressen und deren Förderung Moderner Naturalismus und Künstlerische Wahrheit
3. Der Ursprung der künstlerischen Tätigkeit. Hans von Marées
- Vom Wesen der Kunst : Auswahl aus seinen Schriften / Konrad Fiedler ; zsmenngest., eingel. v. Hans Eckstein. München : Piper, 1942. 219 p.
- Über den Ursprung der künstlerischen Tätigkeit (francia) Sur l'origine de l'activité artistique / Konrad Fiedler ; postface de Daničle Cohn ; traduction d'Ileana Parvu [et al.]. Paris : Éditions Rue d'Ulm, 2008. 159 p. ill. ISBN 978-2-7288-0412-2

### Magyarul
- Művészeti írások;[9] vál., ford. utószó Kukla Krisztián; Kijárat, Bp., 2005 (Spatium) 185 p. ISBN 963-9529-34-6